# Bolsão

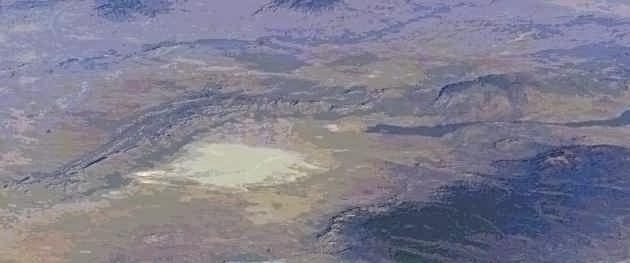
Vista da Estação Espacial Internacional do Lago Lucero na Bacia de Tularosa, um exemplo de um bolsão.

Um bolsão é um vale ou depressão desértica, geralmente desembocando em uma praia ou salina, e totalmente cercado por colinas ou montanhas recentemente erguidas. Bolsões são locais de deposição ativa de sedimentos (assoreamento).
O termo provém de um americanismo originado nas décadas de 1830 e 1840, durante as explorações do extremo oeste da América do Norte, particularmente do que se tornou o sudoeste dos Estados Unidos e o norte do México. Foi derivado do espanhol bolsón (bolsa grande).
Exemplos desse tipo de formação seriam o Bolsão de Hueco no oeste de Trans-Pecos do Texas, e o Bolsão de Mesilla no sul do Novo México e a parte nordeste de Chihuahua, México.
Os bolsões são locais de grandes aquíferos, acumulados ao longo de milênios em suas camadas profundas de sedimentos, agora muitos estão sendo usados para fornecer água às populações dessas áreas.